# Charles Thomas Floquet

Charles Thomas Floquet

Charles Thomas Floquet (* 2. Oktober 1828 in Saint-Jean-Pied-de-Port; † 18. Januar 1896 in Paris) war französischer Anwalt, Politiker und Premierminister.

## Leben
Charles Thomas Floquet studierte an der École d'administration Rechtswissenschaften und arbeitete anschließend seit 1851 in Paris als Anwalt. Der Staatsstreich Napoleons III. vom 2. Dezember 1851 stieß bei Floquet auf heftigen Widerstand; hatte er doch schon als Student seine republikanische Gesinnung kundgetan, als er an den Kämpfen der Februarrevolution 1848 teilnahm. In der Folge war er einer der heftigsten Gegner des Zweiten Kaiserreichs, plädierte in zahlreichen politischen Prozessen, in denen er die Regierung heftig angriff, und beteiligte sich an der Redaktion radikaler Zeitungen. 1864 organisierte er mit zwölf anderen Oppositionellen, u. a. Louis-Antoine Garnier-Pagès, Hippolyte Carnot, Ferdinand Hérold, Amaury Dréo und Jules Ferry, einen demokratischen Wahlausschuss und wurde deshalb in den sogenannten Prozess der Dreizehn verwickelt. Noch bekannter machte er sich dadurch, dass er 1867, als der russische Kaiser Alexander II. bei einem Aufenthalt in Paris anlässlich der Weltausstellung den Justizpalast besuchte, diesem die Worte „Vive la Pologne!“ („Es lebe Polen!“) zurief und anschließend verschiedentlich behauptet wurde, er habe „Vive la Pologne, Monsieur!“ gerufen. Im Prozess gegen den Prinzen Pierre Napoleon Bonaparte wegen der Ermordung Victor Noirs (März 1870) plädierte Floquet für die Familie des Toten mit großem Erfolg.
Nach dem Sturz des Kaiserreichs und der Ausrufung der Dritten Französischen Republik wurde Floquet am 5. September 1870 zum Adjunkten des Maire von Paris, Étienne Arago, ernannt, begünstigte aber die kommunistischen Bestrebungen und musste daher nach der Revolte vom 31. Oktober 1870 sein Amt niederlegen. Am 8. Februar 1871 wurde er vom Département Seine in die Nationalversammlung gewählt. Er stimmte nach Beendigung des Deutsch-Französischen Kriegs gegen die Friedenspräliminarien und bemühte sich, während des Aufstands der Pariser Kommune zwischen den Revoltierenden und der in Versailles tagenden Regierung einen Frieden zu vermitteln. Indessen wurde er beschuldigt, im geheimen Einverständnis mit der Pariser Kommune zu stehen. Nachdem er bereits im April von seinem Abgeordnetenmandat zurückgetreten war, wurde er auf Befehl von Adolphe Thiers in Biarritz verhaftet und im Juni 1871 im Schloss zu Pau gefangen gehalten, aber nach 30 Tagen freigelassen. Er wurde dann Herausgeber der République Française.
Das 11. Arrondissement wählte Floquet am 28. April 1872 und erneut 1874 in den Pariser Gemeinderat. Am 20. Februar 1876 sandte ihn dasselbe Arrondissement in die Deputiertenkammer, der er seitdem stets angehörte. Hier schloss er sich der äußersten Linken an, wurde Präsident der Fraktion Union républicaine und erlangte als trefflicher Redner bald großen Einfluss. Er beantragte die Aufhebung des auf 42 Départements lastenden Belagerungszustands und eine vollständige Amnestie der Kommunisten. Auch andere radikale Anträge gingen in der Folgezeit von ihm aus. Im Januar 1882 wurde er zum Präfekten des Départements Seine ernannt, legte das Amt aber schon im Oktober 1882 nieder. Als der Präsident der Deputiertenkammer, Henri Brisson, am 6. April 1885 die Ministerpräsidentschaft übernahm, wurde Floquet zwei Tage darauf zum neuen Kammerpräsidenten gewählt. Diese schwierige Position übte er mit soviel Takt und Unparteilichkeit aus, dass er in den beiden folgenden Jahren wiedergewählt wurde.

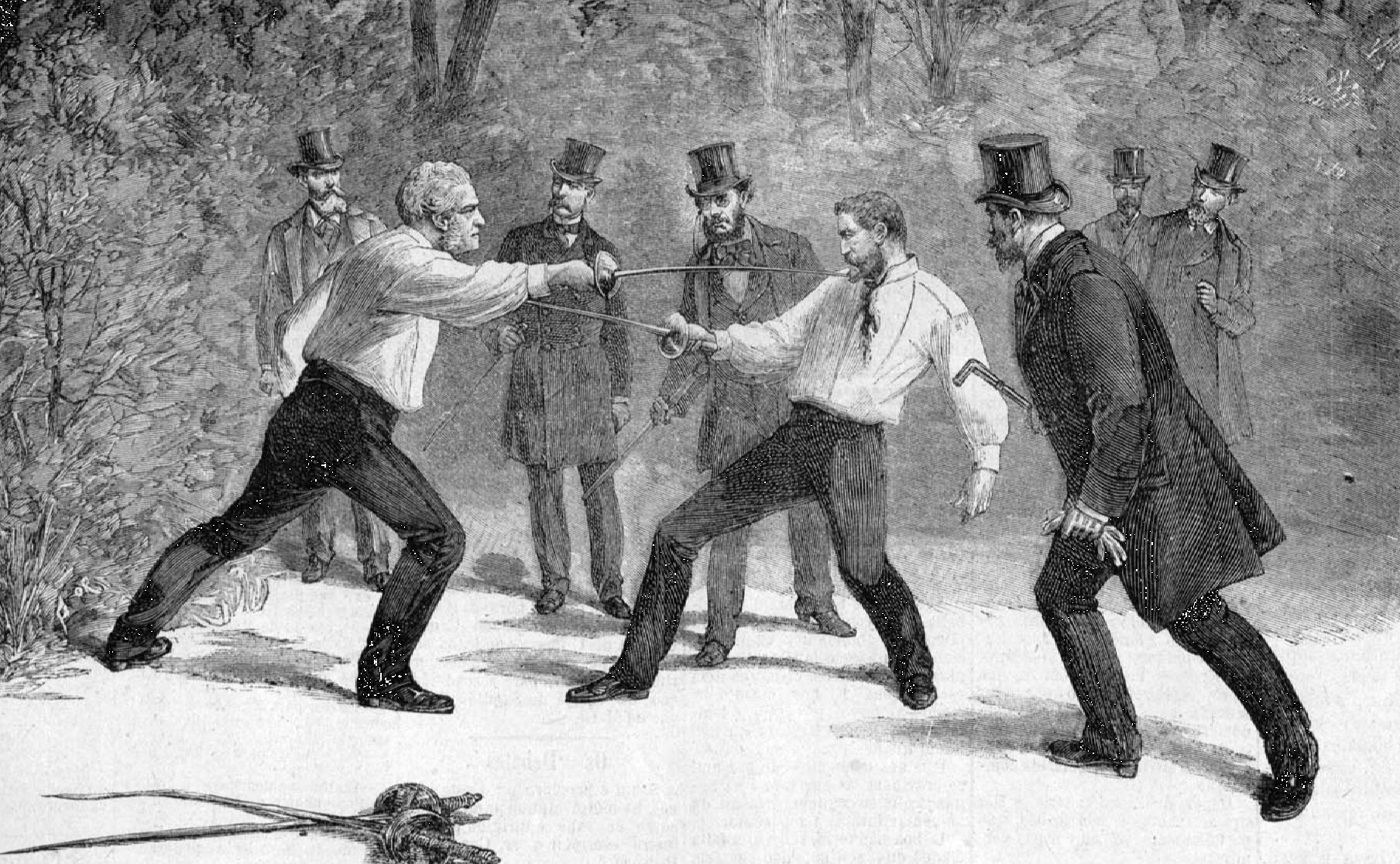
Das Duell mit Georges Boulanger

Nachdem Floquet durch entgegenkommendes Benehmen gegen den russischen Botschafter sein übereiltes Wort von 1867 gesühnt und sich damit als Minister tauglich erwiesen hatte, wurde er nach dem Sturz Pierre Tirards (3. April 1888) mit der Bildung eines neuen Kabinetts betraut, in dem er Ministerpräsident und Innenminister wurde. Das Kabinett nahm eine gemäßigte Revision der Verfassung in sein Programm auf, behielt sich aber die Bestimmung des Zeitpunkts vor. Floquet stand damals in Opposition zu Georges Boulanger und dessen „Boulangismus-Bewegung“, und es kam zu hitzigen Debatten. Am 12. Juli 1888 fand zwischen den beiden Kontrahenten sogar in Neuilly ein Duell statt, bei dem Floquet Boulanger erheblich verwundete. Die gestiegene Popularität Boulangers veranlasste Floquet im Oktober 1888, seinen Entwurf der Verfassungsänderung in der Kammer vorzulegen. Da diese aber in Erkenntnis der Gefährlichkeit des Experiments am 14. Februar 1889 einen Vertagungsantrag annahm, trat Floquet zurück.
Als die neugewählte Deputiertenkammer im November 1889 zusammentrat, wählte sie Floquet wieder zu ihrem Präsidenten und erneuerte diese Wahl in den folgenden Jahren. 1892 wurde Floquet insofern in den Panamaskandal mit verwickelt, als er zugeben musste, 1889 in seiner Eigenschaft als Ministerpräsident die Verteilung von Geldern der Panama-Gesellschaft an die Zeitungen „überwacht“ zu haben. Infolgedessen schwand sein politischer Einfluss und er verlor  am 10. Januar 1893 seinen  Posten als Präsident der Deputiertenkammer und bei den Wahlen vom August/September 1893 auch sein Abgeordnetenmandat, wurde aber am 7. Januar 1894 in den Senat gewählt. Er starb am 18. Januar 1896 im Alter von 67 Jahren in Paris. Seine persönlichen Papiere werden im französischen Nationalarchiv aufbewahrt.
Er war mit Hortense Marguerite Kestner (* 31. Mai 1840 in Thann; † 24. Juli 1913 in Rueil-Malmaison), Tochter des Unternehmers und Politikers Charles Kestner, verheiratet.